# ویسنته انگونگا
ویسنته انگونگا (انگلیسی: Vicente Engonga؛ زادهٔ ۲۰ اکتبر ۱۹۶۵) ورزشکار اهل اسپانیا است.
از باشگاه‌هایی که در آن بازی کرده‌است می‌توان به والنسیا، کاونتری سیتی، سلتاویگو، رئال مایورکا، رئال وایادولید، اسپانیا، و خیمناستیک تاراگونا اشاره کرد.
وی همچنین در تیم ملی فوتبال اسپانیا بازی کرده‌است.